# Paredes Lumberjacks
I Paredes Lumberjacks sono una squadra di football americano, di Paredes, in Portogallo, fondata nel 2009.

## Dettaglio stagioni

### Tornei nazionali

#### Campionato

##### LPFA
| Stagione | regular season | regular season | regular season | regular season | regular season | regular season | playoff | playoff | playoff | playoff | playoff | playoff    | playoff       |
|          | Vin            | Par            | Per            | Tot            | PF             | PS             | Vin     | Per     | Tot     | PF      | PS      | risultato  | avversaria    |
| -------- | -------------- | -------------- | -------------- | -------------- | -------------- | -------------- | ------- | ------- | ------- | ------- | ------- | ---------- | ------------- |
| 2015-16  | 5              | 0              | 3              | 8              | 139            | 125            | 1       | 1       | 2       | 16      | 46      | Semifinale | Lisboa Devils |
| 2016-17  | 2              | 0              | 7              | 9              | 162            | 202            | -       | -       | -       | -       | -       | -          | -             |
| 2017-18  | 1              | 0              | 9              | 10             | 155            | 291            | -       | -       | -       | -       | -       | -          | -             |
| 2019     | 2              | 1              | 3              | 6              | 97             | 155            | -       | -       | -       | -       | -       | -          | -             |
| Totale   | 10             | 1              | 22             | 33             | 553            | 773            | 1       | 1       | 2       | 16      | 46      |            |               |

Fonti: Sito APFA- A cura di Roberto Mezzetti;

#### Coppa

##### Torneio Fundadores
| Stagione | regular season | regular season | regular season | regular season | regular season | regular season | playoff | playoff | playoff | playoff | playoff | playoff                                 | playoff         |
|          | Vin            | Par            | Per            | Tot            | PF             | PS             | Vin     | Per     | Tot     | PF      | PS      | risultato                               | avversaria      |
| -------- | -------------- | -------------- | -------------- | -------------- | -------------- | -------------- | ------- | ------- | ------- | ------- | ------- | --------------------------------------- | --------------- |
| 2018     | -              | -              | -              | -              | -              | -              | 0       | 2       | 2       | 26      | 64      | Sconfitti nell'incontro di consolazione | Towers Football |
| 2019     | -              | -              | -              | -              | -              | -              | 0       | 1       | 1       | 0       | 42      | Wild Card                               | Lisboa Devils   |
| Totale   | -              | -              | -              | -              | -              | -              | 0       | 3       | 3       | 26      | 106     |                                         |                 |

Fonti: Sito APFA- A cura di Roberto Mezzetti;